# El Batallón de los patinadores

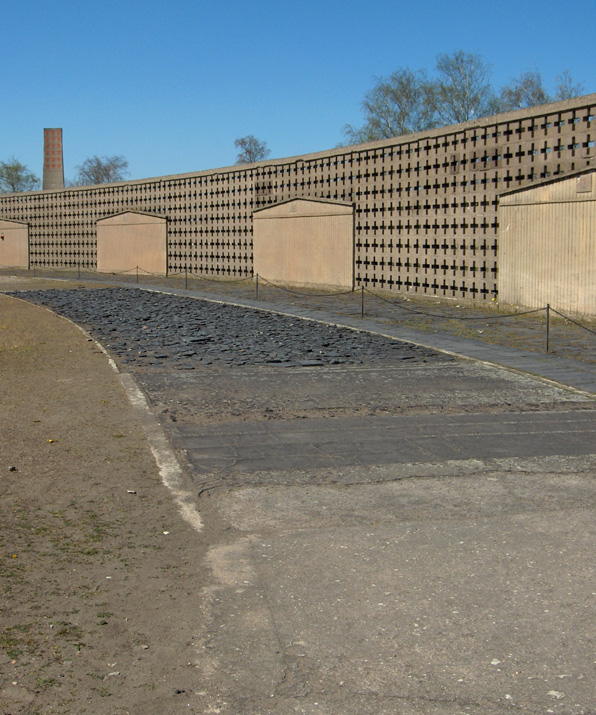
La pista de pruebas para botas militares en el campo de concentración de Sachsenhausen. Los presos asignados a la "Schuhläuferkommando", tenían que marchar hacia atrás y adelante en esta pista durante varios días, muchos de ellos hasta la muerte. Fueron asignados a esta unidad gran número de prisioneros homosexuales.

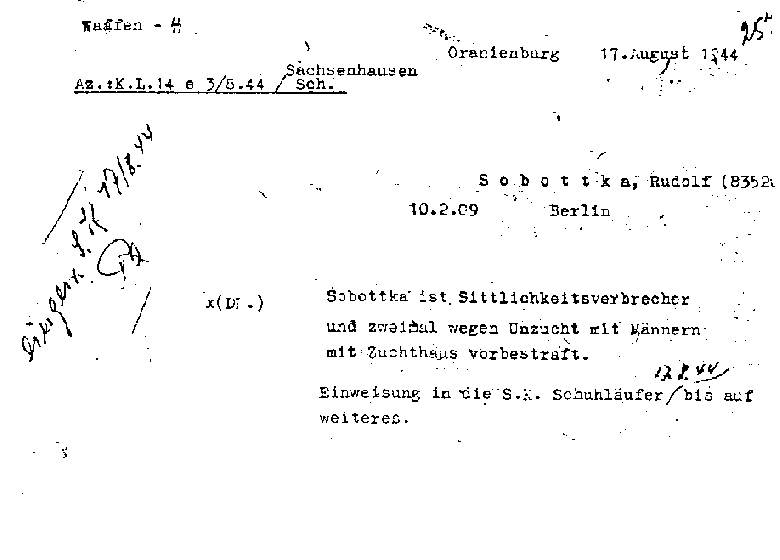
Orden de incorporación al batallón: "Sobotka es un delincuente sexual y ha sido condenado dos veces con la pena de trabajos forzados por indecencia con hombres. Enviado a la instrucción en el batallón de patinaje desde el 17/08/1944."

El batallón de los patinadores (‘’Schuhläufer-Kommando’’ en alemán) fue una unidad penal en el campo de concentración de Sachsenhausen, donde los prisioneros tenían que probar el calzado destinado a la Wehrmacht. Los clientes fueron, desde junio de 1940, las empresas de calzado civil, los fabricantes de sustitutos del cuero, y desde noviembre de 1943, la Wehrmacht. El ‘’Schuhprüfstrecke’’ estuvo casi cinco años en funcionamiento, hasta la primavera de 1945.

## Antecedentes
La industria alemana de armamento tuvo que recurrir a sustitutos de materiales en forma creciente. Los zapatos para hombres y mujeres y más tarde, las botas del ejército, tuvieron que recurrir a las suelas de goma y otros materiales sustitutos del cuero, que debían ser probados para comprobar su durabilidad práctica. Algunos fabricantes y proveedores, tales como la firma Salamander GmbH, la empresa Freudenberg (Weinheim) y Fagus (Alfeld), establecieron para este propósito una pista de pruebas, aunque también llevaban a cabo experimentos de otras prendas de vestir con nuevos materiales en sus propias instalaciones. El ahorro de costes parecía el motivo del uso de prisioneros de los campos de concentración, de los cuales sólo se debían pagar seis marcos por día. A principios del verano de 1940, la Oficina del Reich para la expansión económica instaló en el campo de concentración de Sachsenhausen, rodeando a la plaza de armas, una pista de pruebas con diferentes superficies que medía alrededor de 700 metros de largo.
Se asignaban a esta unidad, como castigo, a presos que estaban desnutridos. Lo corriente era marchar hasta 40 kilómetros, equivalente a la distancia de un maratón. Algunos presos del batallón, que llegó a tener 170 hombres, a veces, cargaban también pesadas mochilas. Todo esto se llevaba con la supervisión de un funcionario civil del Ministerio de Economía. 
Las pruebas para calzado fueron introducidas hacia el final de la Segunda Guerra Mundial también en los Estados Unidos. Las pruebas mecánicas de calzado siguieron siendo las principales hasta los años 60. Algunos de los materiales desarrollados y probados por el batallón se siguen usando hoy en día.